# Literaturjahr 1750
Liste der Literaturjahre

1749 | Literaturjahr 1750 | 1751 | 1752 | 1753 | ►►

Weitere Ereignisse
Dieser Artikel behandelt das Literaturjahr 1750.

## Ereignisse
- Mai: Carlo Goldoni sagt in einer „Tour de force“ in der Spielzeit 1750/51 seinem Impresario Medebach vertraglich die Inszenierung von 16 neuen Stücken am Teatro Sant’Angelo zu – darunter einige seiner besten Werke, neben dem besagten La bottega del caffè, Das Kaffeehaus, auch Il bugiardo (Der Lügner).[1][2] Goldoni selbst war von dem Erfolg seines am 2. Mai 1750 in Mantua uraufgeführten Stücks angetan: „Dieses Lustspiel erhielt einen glänzenden Beyfall: die Vereinigung und der Contrast der Charaktere konnten ihre Wirkung nicht verfehlen. Der Charakter des Verläumders wurde auf mehrere bekannte Personen ausgedeutet.“[3] Eine dieser Personen hätte sich besonders ihm gegenüber entrüstet und ihm gar mit einem Duell gedroht. Da man allerdings eher neugierig auf die von Goldoni versprochenen 16 Stücke in einem Jahr war, schenkte der vermeintlich Beleidigte ihm „großmütig“ das Leben.
- Wöchentliche Treffen der Encyclopédie und ihrer Enzyklopädisten nehmen ihren Anfang im Salon von Paul Henri Thiry d’Holbach.[4]
- Jean-Jacques Rousseau gewinnt den Preis der Akademie von Dijon für seinen Discours sur les sciences et les arts.
- An den Londoner Theatern tobt der Romeo und Julia-Krieg der konkurrierenden Produktionen mit David Garrick und Anne Bellamy am Theatre Royal Drury Lane gegen Spranger Barry und Susannah Cibber im Royal Opera House in Covent Garden.[5]
- Nachdem er seinen Master in Aberdeen erhalten hatte, reist Tobias Smollett nach Frankreich, wo er Material für The Adventures of Peregrine Pickle sammelt.

## Bibliotheken
Der italienische Musikgelehrte Giovanni Battista Martini verschenkt seine komplette Sammlung von Noten und Abschriften alter Partituren an Kardinal Neri Maria Corsini. Diese Stiftung bildet als Fondo Chiti den Grundstock der Corsini-Bibliothek. Die Bibliothek war im Palazzo Corsini in Rom, heute Sitz der römischen Accademia dei Lincei, untergebracht.

## Neuerscheinungen

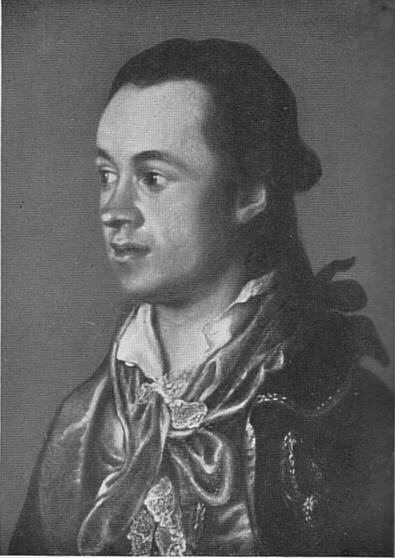
Friedrich von Einsiedel

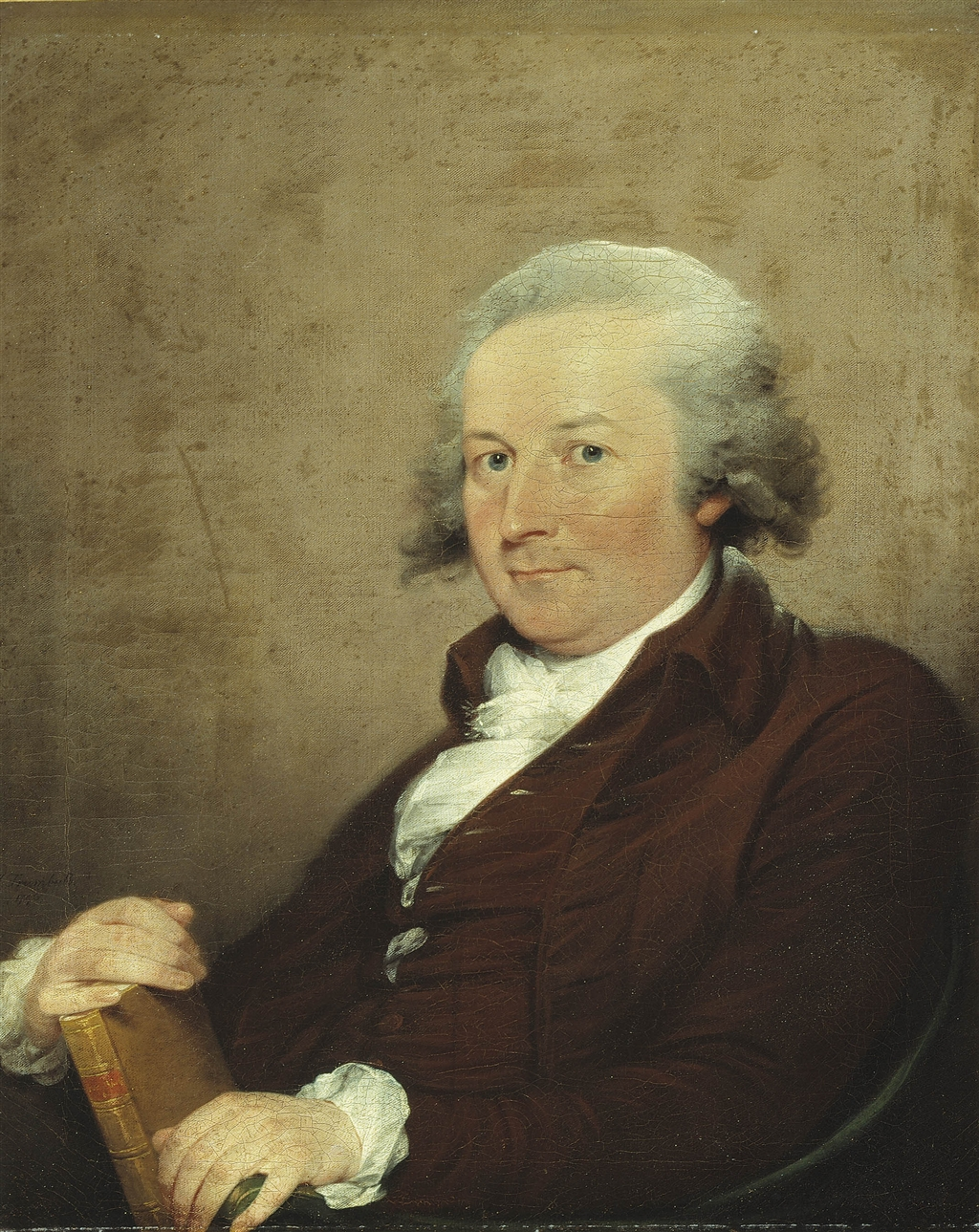
John Trumbull, gemalt von seinem Cousin, dem Maler John Trumbull

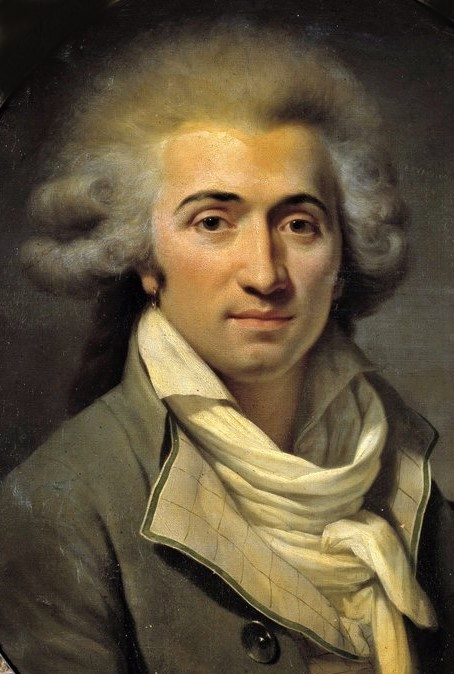
Fabre d’Églantine

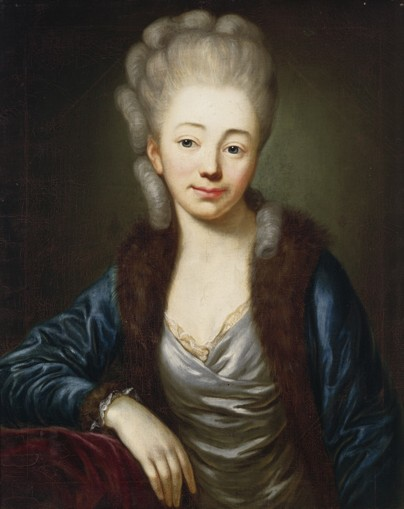
Julie Clodius auf einem Gemälde von Anton Graff aus dem Jahr 1769

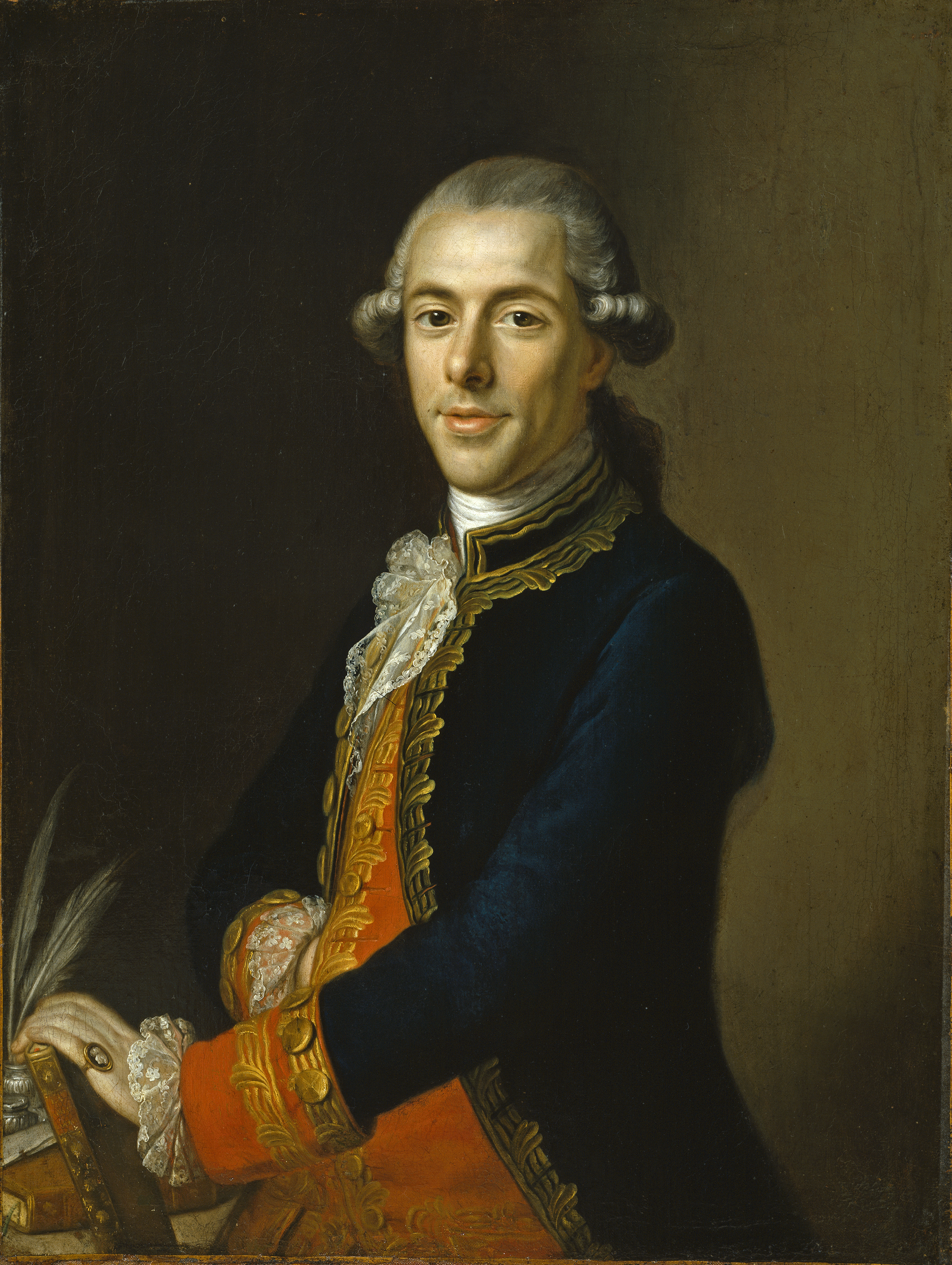
Tomás de Iriarte y Oropesa

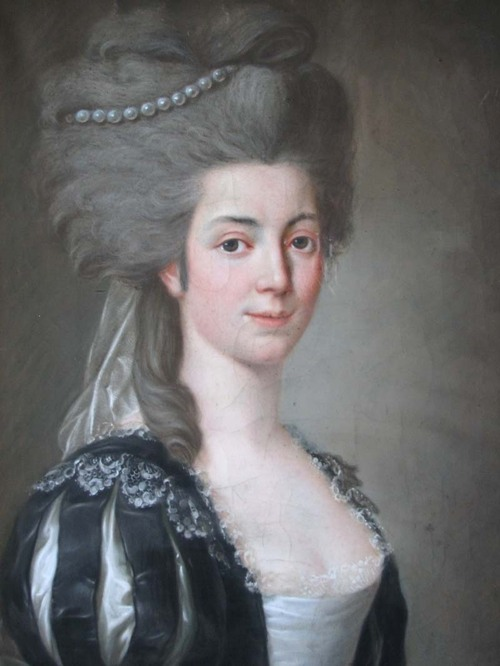
Leonor de Almeida, genannt Alcipe

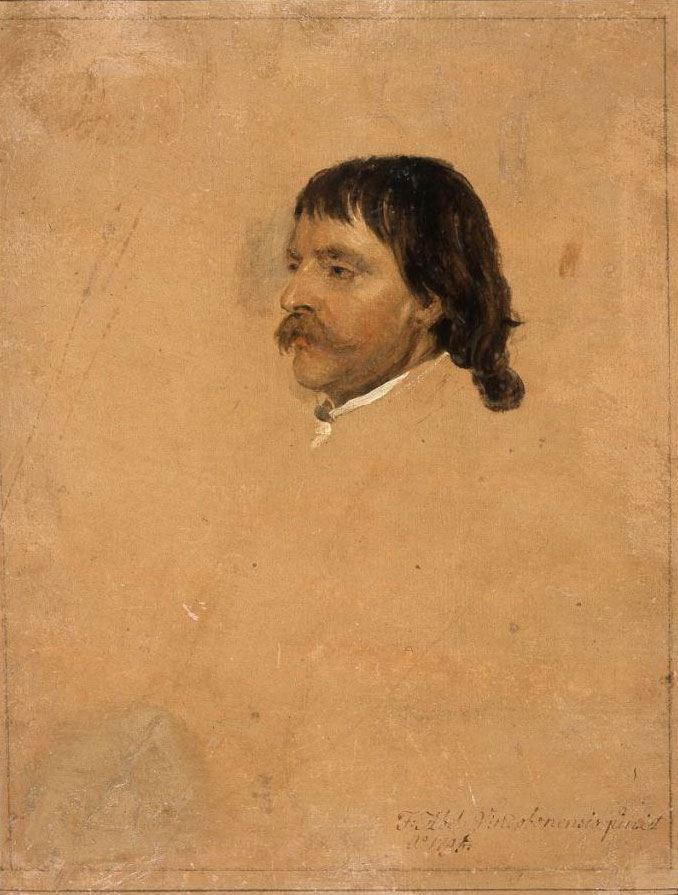
Franciszek Dionizy Kniaźnin

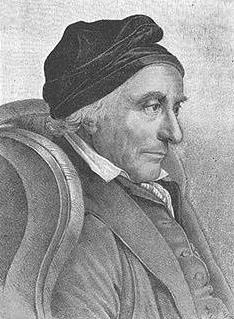
David Friedländer

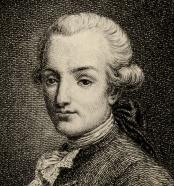
Nicolas Joseph Laurent Gilbert

### Periodika
- März: The Rambler wird von Edward Cave begründet; es folgen 208 Ausgaben, die meisten von Samuel Johnson verfasst
- Der Gießener Anzeiger wird als Giesser Wochenblatt gegründet.

### Bücher
- Henry Brooke – A New Collection of Fairy Tales
- Sarah Fielding (zugeschrieben) – The History of Charlotte Summers
- Louis-Charles Fougeret de Monbron – Margot la ravaudeuse
- Edward Kimber – The Life and Adventures of Joe Thompson
- Charlotte Lennox – The Life of Harriot Stuart
- Robert Paltock – The Life and Adventures of Peter Wilkins
- Sarah Scott – The History of Cornelia

### Drama
- Kitty Clive – The Rehearsal, or, Bays in Petticoats
- Carlo Goldoni – La Bottega di Caffe; Il bugiardo
- William Shirley – Edward the Black Prince
- Voltaire – Oreste
- William Whitehead – The Roman Father

### Lyrik
- Moses Browne – Verses on the late earthquakes : address'd to Great Britain.
- William Collins – The Passions: An ode[6]
- Francis Coventry – Penshurst
- Thomas Cooke – An Ode on Martial Virtue (anonym veröffentlicht)[6]
- Robert Dodsley – The Oeconomy of Human Life
- Mary Jones, Miscellanies in Prose and Verse[6]
- Friedrich II. von Preußen – Oeuvres du philosophe de Sans-Souci
- Friedrich Gottlieb Klopstock – Zweyte Ode von der Fahrt auf der Zürcher See[7]
- Edward Moore – Solomon: a serenata
- Charlotte Lennox, The Art of Coquetry
- James Thomson, Poems on Several Occasions, posthum
- Thomas Warton – The Triumph of Isis
- Edward Young – The Complaint (aka Night Thoughts)

### Sachbücher
- Alexander Gottlieb Baumgarten – Aesthetica (1. Teilband)[8]
- William Blackstone – An Essay on Collateral Consanguinity
- Moses Browne – The Compleat Angler = or, Contemplative man's recreation
- John Campbell – The Present State of Europe
- Thomas Chapman – An Essay on the Roman senate
- Prosper Jolyot de Crébillon – Œuvres (2 Bd.)
- Louis-Charles Fougeret de Monbron – Le Cosmopolite ou le Citoyen du Monde, L’univers est une espèce de livre dont on n’a lu que la première page quand on n’a vu que son pays
- Zachary Grey – A Free and Familiar Letter to William Warburton
- Eliza Haywood – A Present for Women Addicted to Drinking (über die Gin-Krise)
- James Hervey – Theron and Aspasio; Or, A series of dialogues and letters upon the most important subjects (Deutsche Übersetzung: Erbauliche Betrachtungen über die Herrlichkeit der Schöpfung in den Gärten und Feldern. 3 Theile, Hamburg und Leipzig 1755.)
- Francis Hutcheson – Reflections Upon Laughter
- Friedrich Wilhelm Marpurg – Der Critische Musicus an der Spree
- Noël-Antoine Pluche – Schauplatz der Natur, oder Unterredungen von der Beschaffenheit und den Absichten der natürlichen Dinge. Wien und Nürnberg 1750. (Originaltitel: Le spectacle de la Nature ou Entretiens sur l'histoire naturelle et les sciences. Von Gellert rezipiert)
- Montesquieu – Défense de l'Esprit des lois
- Laurence Sterne – The Abuses of Conscience
- Dom Charles François Toustain und Dom René Prosper Tassin – Nouveau Traité de Diplomatique (1750–1765) (in sechs Bänden)
- Madeleine de Puisieux – La Femme n’est pas inférieure à l'homme

## Geboren
- 07. Januar: Robert Anderson, Literaturkritiker († 1803)
- 02. Februar: Johann Jakob Hottinger, Schweizer Philologe, Übersetzer und Schriftsteller († 1819)
- 02. Februar: Karl Wilhelm Daßdorf, deutscher Bibliothekar, Dichter und Publizist († 1812)
- 13. Februar: Johann Ludwig Ambühl, Schweizer Verwaltungsbeamter und Schriftsteller († 1800)
- 12. März: Christian Friedrich Sintenis, deutscher evangelischer Theologe, Erbauungsschriftsteller und Erzähler.
- 24. April: Johann Gottfried Dyck, deutscher Buchhändler und Schriftsteller († 1813)
- 24. April: John Trumbull, amerikanischer Dichter zur Zeit des Amerikanischen Unabhängigkeitskrieges († 1831)
- 30. April: Friedrich Hildebrand von Einsiedel, deutscher Jurist und Schriftsteller († 1828)
- 13. Mai: Sophia Lee, englische Schriftstellerin († 1824)
- 29. Juli: Fabre d’Églantine, französischer Dichter, Schauspieler, Dramaturg und Revolutionär († 1794)
- 20. August: Julie Clodius, deutsche Schriftstellerin († 1805)
- 0 5. September: Robert Fergusson, schottischer Dichter († 1774)
- 18. September: Tomás de Iriarte, spanischer Dichter der Aufklärung († 1791)
- 21. Oktober: Christian Hieronymus Moll, österreichischer Theaterdirektor und Herausgeber († nach 1824)
- 04. Oktober: Franciszek Dionizy Kniaźnin, polnischer Jesuit und Dichter († 1807)
- 21. Oktober: Juraj Fándly, slowakischer Schriftsteller und Priester († 1811)
- 31. Oktober: Alcipe, portugiesische Adlige, Lyrikerin und Übersetzerin († 1839)
- 07. November: Friedrich Leopold zu Stolberg-Stolberg, deutscher Dichter, Übersetzer und Jurist († 1819)
- 10. November: Christian Friedrich Schröder, deutscher Schriftsteller († 1800)
- 06. Dezember: David Friedländer, deutscher Fabrikant und Autor († 1834)
- 12. Dezember: Anne Barnard, schottische Schriftstellerin und Künstlerin († 1825)
- 15. Dezember: Nicolas Gilbert, französischer Dichter († 1780)
- 17. Dezember: Elizabeth Craven, britische Schriftstellerin († 1828)
- ohne Datum: Benoît-Joseph Marsollier des Vivetières, französischer Schriftsteller († 1817)
- ohne Datum: Francesco Gianni italienische Improvisator († 1822)
- ohne Datum: Shiba Zenkō, japanischer Schriftsteller und Schauspieler († 1793)

## Gestorben
- 08. Februar: Aaron Hill, Dramatiker (* 1685)
- 07. Mai: Gustav Philipp Mörl, deutscher evangelischer Geistlicher und Bibliothekar (* 1673)
- 15. Juni: Marguerite De Launay, Baronne Staal, französische Schriftstellerin (* 1684)
- 28. Juli: Conyers Middleton, englischer Geistlicher und Autor (* 1683)
- 31. Juli: Johann George Schreiber, deutscher Kupferstecher, Kartograph und Verleger (* 1676)
- 23. August: Johann Christian Krüger, deutscher Schriftsteller, Schauspieler und Dramatiker (* 1723)
- 04. September: José de Cañizares, spanischer Dramatiker und Librettist (* 1676)
- 28. September: Johann Sigismund Scholze, aus Schlesien stammender Musiksammler und Autor (* 1705)
- 11. November: Apostolo Zeno, Dichter, Librettist und Journalist (* 1668)
- 18. November: Susanna Highmore, Dichterin (* 1690)